# Кубок России по мини-футболу 2018/2019
27-й розыгрыш Кубка России по мини-футболу пройдёт с 14 сентября 2018 года по 17 марта 2019 года. Схема розыгрыша состоит из 2 этапов предварительных этапов, в которых участвуют команды Высшей и Первой лиг, и плей-офф, с которого традиционно начинают выступление в Кубке клубы Суперлиги.

## Формат
Турнир начался 14 сентября 2018 и закончится весной 2019 года. Розыгрыш кубка состоит из 3 раундов:
- 1 раунд — в каждой конференции клубы поделены на 4 группы и играют по одному матча.
- 2 раунд — победители каждой группы предыдущего раунда поделены на 2 группы по 4 команды: «Восток» и «Запад». Команды играют по три матча.
- 3 раунд — в розыгрыш вступают клубы Суперлиги и команды второго раунда занявшие в своих группах 1-3 место. Игра проводится по системе плей-офф.

Фарм-клубы тоже участвуют в Кубке, но проводят только 1 раунд. В случае победы дублирующего состава, во второй раунд проходят следующая лучшая команда
Если в паре 1/8 финала одна из команд будет представлять Высшую лигу, то обе игры пройдут на домашней площадке клуба Высшей лиги.
В случае, если в 1/8 финала встречаются два клуба из Суперлиги, они проведут два матча, один из которых будет домашним, другой — выездным.

## I раунд

### Конференция «Запад»
Группа А
| М | Команда                        | И | В | Н | П | Мячи    | ±   | О |
| - | ------------------------------ | - | - | - | - | ------- | --- | - |
| 1 | Спартак Москва                 | 3 | 3 | 0 | 0 | 17 − 7  | +10 | 9 |
| 2 | Беркут (Грозный)               | 3 | 2 | 0 | 1 | 18 − 12 | +6  | 6 |
| 3 | МФК «Динамо» (Московская обл.) | 3 | 0 | 1 | 2 | 10 − 15 | −5  | 1 |
| 4 | Красная Гвардия (Москва)       | 3 | 0 | 1 | 2 | 12 − 23 | −11 | 1 |

И — игры, В — выигрыши, Н — ничьи, П — проигрыши, Мячи — забитые и пропущенные голы, ± — разница голов, О — очки

Группа B
| М | Команда                      | И | В | Н | П | Мячи   | ±   | О |
| - | ---------------------------- | - | - | - | - | ------ | --- | - |
| 1 | Оргхим Нижегородская область | 3 | 3 | 0 | 0 | 17 − 2 | +15 | 9 |
| 2 | Элекс-Фаворит (Рязань)       | 3 | 1 | 0 | 2 | 5 − 10 | −5  | 3 |
| 3 | ЛКС-Липецк                   | 3 | 1 | 0 | 2 | 6 − 6  | 0   | 3 |
| 4 | Зодиак (Белгород)            | 3 | 1 | 0 | 2 | 6 − 16 | −10 | 3 |

И — игры, В — выигрыши, Н — ничьи, П — проигрыши, Мячи — забитые и пропущенные голы, ± — разница голов, О — очки

Группа C
| М | Команда                | И | В | Н | П | Мячи   | ±   | О |
| - | ---------------------- | - | - | - | - | ------ | --- | - |
| 1 | АЛГА (Уфа)             | 3 | 3 | 0 | 0 | 16 − 7 | +9  | 9 |
| 2 | Волга-Саратов          | 3 | 2 | 0 | 1 | 11 − 6 | +5  | 6 |
| 3 | Дельта (Астрахань)     | 3 | 1 | 0 | 2 | 8 − 10 | −2  | 3 |
| 4 | Платон-ПСК (Ульяновск) | 3 | 0 | 0 | 3 | 5 − 17 | −12 | 0 |

И — игры, В — выигрыши, Н — ничьи, П — проигрыши, Мячи — забитые и пропущенные голы, ± — разница голов, О — очки

Группа D
| М | Команда                                  | И | В | Н | П | Мячи   | ±   | О |
| - | ---------------------------------------- | - | - | - | - | ------ | --- | - |
| 1 | МосПолитех (Москва)                      | 2 | 2 | 0 | 0 | 13 − 6 | +7  | 6 |
| 2 | Алмаз-АЛРОСА (Мирный)                    | 2 | 1 | 0 | 1 | 8 − 5  | +3  | 3 |
| 3 | МФК «Деловой партнёр» (Великий Новгород) | 2 | 0 | 0 | 2 | 4 − 14 | −10 | 0 |

И — игры, В — выигрыши, Н — ничьи, П — проигрыши, Мячи — забитые и пропущенные голы, ± — разница голов, О — очки

### Конференция «Восток»
Группа А
| М  | Команда                            | И | В | Н | П | Мячи    | ±   | О |                                   |
| -- | ---------------------------------- | - | - | - | - | ------- | --- | - | --------------------------------- |
| 11 | СДЮСШОР «Нефтяник-БЛиК-Д» (Сургут) | 3 | 3 | 0 | 0 | 18 − 11 | +7  | 9 | фарм-клуб не проходит во II раунд |
| 3  | Факел (Сургут)                     | 3 | 1 | 1 | 1 | 16 − 11 | +5  | 4 |                                   |
| 3  | МФК «Югра» (Ханты-Мансийск)        | 3 | 1 | 1 | 1 | 16 − 14 | +2  | 4 |                                   |
| 14 | ДЮСШ-Ямал (Новый Уренгой)          | 3 | 0 | 0 | 3 | 6 − 20  | −14 | 0 |                                   |

И — игры, В — выигрыши, Н — ничьи, П — проигрыши, Мячи — забитые и пропущенные голы, ± — разница голов, О — очки

Группа B
| М  | Команда                   | И | В | Н | П | Мячи    | ±   | О |
| -- | ------------------------- | - | - | - | - | ------- | --- | - |
| 16 | Корпорация АСИ (Кемерово) | 3 | 2 | 0 | 1 | 8 − 5   | +3  | 6 |
| 1  | СибТранзит (Новокузнецк)  | 3 | 2 | 0 | 1 | 15 − 10 | +5  | 6 |
| 4  | Тюмень-Д                  | 3 | 2 | 0 | 1 | 10 − 6  | +4  | 6 |
| 15 | Ухта-Д                    | 3 | 0 | 0 | 3 | 1 − 13  | −12 | 0 |

И — игры, В — выигрыши, Н — ничьи, П — проигрыши, Мячи — забитые и пропущенные голы, ± — разница голов, О — очки

Группа C
| М | Команда                        | И | В | Н | П | Мячи    | ±  | О |
| - | ------------------------------ | - | - | - | - | ------- | -- | - |
| 5 | Витязь-ГТУ (Уфа)               | 3 | 2 | 0 | 1 | 16 − 15 | +1 | 6 |
| 7 | Сигма-К (Копейск)              | 3 | 1 | 1 | 1 | 11 − 11 | 0  | 4 |
| 3 | МФК «Металлург» (Магнитогорск) | 3 | 1 | 1 | 1 | 14 − 14 | 0  | 4 |
| 9 | Южный Урал (Челябинск)         | 3 | 1 | 0 | 2 | 12 − 13 | −1 | 3 |

И — игры, В — выигрыши, Н — ничьи, П — проигрыши, Мячи — забитые и пропущенные голы, ± — разница голов, О — очки

Группа D
| М  | Команда                      | И | В | Н | П | Мячи    | ±  | О |                                   |
| -- | ---------------------------- | - | - | - | - | ------- | -- | - | --------------------------------- |
| 6  | Синара-ВИЗ-Д (Екатеринбург)  | 3 | 2 | 1 | 0 | 11 − 6  | +5 | 7 | фарм-клуб не проходит во II раунд |
| 8  | Газпром-добыча Надым         | 3 | 1 | 1 | 1 | 12 − 10 | +2 | 4 |                                   |
| 12 | КЕХУ-Электрик (Екатеринбург) | 3 | 1 | 0 | 2 | 12 − 14 | −2 | 3 |                                   |
| 2  | ЗИК (Екатеринбург)           | 3 | 1 | 0 | 2 | 10 − 15 | −5 | 3 |                                   |

И — игры, В — выигрыши, Н — ничьи, П — проигрыши, Мячи — забитые и пропущенные голы, ± — разница голов, О — очки

## II раунд
Группа «Запад»
| М | Команда                      | И | В | Н | П | Мячи    | ±  | О |
| - | ---------------------------- | - | - | - | - | ------- | -- | - |
| 1 | АЛГА (Уфа)                   | 3 | 3 | 0 | 0 | 15 − 9  | +6 | 9 |
| 2 | Оргхим Нижегородская область | 3 | 1 | 0 | 2 | 7 − 8   | −1 | 3 |
| 3 | Спартак Москва               | 3 | 1 | 0 | 2 | 11 − 13 | −2 | 3 |
| 4 | МосПолитех (Москва)          | 3 | 1 | 0 | 2 | 8 − 11  | −3 | 3 |

И — игры, В — выигрыши, Н — ничьи, П — проигрыши, Мячи — забитые и пропущенные голы, ± — разница голов, О — очки